# Oman aux Jeux olympiques
Oman participe aux Jeux olympiques d'été depuis 1984 et a envoyé des athlètes à chaque édition depuis cette date. Le pays n'a jamais participé aux Jeux d'hiver. 
Le pays n'a jamais remporté de médaille.
Le Comité national olympique omanais a été créé en 1982 et a été reconnu par le Comité international olympique (CIO) la même année.